# UTC+7:20
UTC+7:20 — бывший часовой пояс для Стрейтс Сетлментс, части Британской Малайи — это территория современного Сингапура и некоторых частей континентальной (Западной) Малайзии. Это время использовалось с 00:00:01 1 января 1933 года по 23:59:59 31 августа 1941 года, при этом с 1933 по 1935 оно было летним (DST).

## История
До этого с 1905 колония Стрейтс-Сетлментс имела время UTC+7:00 (MALT). В 1920 году опираясь на опыт метрополии уже была попытка ввести время UTC+7:30 для увеличения свободного времени у работников вечером, однако Законодательный совет колонии отклонил законопроект после первого чтения, в том числе из-за возражений вызванных слишком большим изменением. Через 12 лет, в 1932 году «Билль о солнечном дне»(англ. “Daylight Saving Bill”) снова был поставлен на обсуждение, но изменение было решено уменьшить до 20 минут. После 2 чтений он был принят как указ № 21 1932 года, иногда используется сокращение Указ о солнечном дне 1932 года (англ. Daylight Saving Ordinance, 1932). Новое летнее время получило сокращение MALST.
Указ вступил в силу 00:00:01 1933 года и действовал в течение всего года. Позднее новое время продлевалось уведомлениями в газетах на 1934, а позднее и на 1935 год.
В 1935 году Указом № 5 1935 года (англ. The Daylight Saving (Amendment) Ordinance, 1935) были внесены изменения. Теперь UTC+7:20 объявлялось стандартным Малайским временем — MALT. В 1936 году Указ №5 1935 года стал главой 170 Законов Стрейтс Сетлментс.
В 1941 году вернулись к предложению 1920 года и сдвинули часовой пояс колонии ещё на 10 минут (UTC+7:30). Это произошло 23:59:59 31 августа 1941 года. 